# Liste der Kulturdenkmäler in Trier-Irsch
In der Liste der Kulturdenkmäler in Trier-Irsch sind alle Kulturdenkmäler des Ortsbezirks Irsch der rheinland-pfälzischen Stadt Trier aufgeführt. Grundlage ist die Denkmalliste des Landes Rheinland-Pfalz (Stand: 8. Januar 2024).

## Einzeldenkmäler
| Bezeichnung                                          | Lage                               | Baujahr | Beschreibung | Bild                           |
| ---------------------------------------------------- | ---------------------------------- | ------- | --- | ------------------------------ |
| Treppenturm                                          | Propstei, an Nr. 1 Lage            | 1536    | sechseckiger Treppenturm des ehemaligen Pfarrhauses, 1536 | BW                             |
| Friedhofskapelle                                     | Propstei 1a, auf dem Friedhof Lage | 1622    | ehemalige katholische Pfarrkirche St. Georg und Wendelin; im Kern mittelalterlicher Kirchturm, bezeichnet 1622; Sandsteinkreuz, vorderseitig bezeichnet 1803, rückseitig 1790, heute einbezogen in ein Kriegerdenkmal 1914/18 und 1939/45 | Fotos hochladen                |
| Katholische Pfarrkirche St. Georg und St. Wendelinus | Propstei 2 Lage                    | 1834    | Umbau und Erweiterung der ehemaligen Zehntscheune des Trierer Martinsklosters von 1766 zum Saalbau mit Dachreiter über dem Dreiseitchor, bezeichnet 1834, Architekt königlicher Baukondukteur Simonis; Ausstattung zum Teil aus dem Vorgängerbau, Ausmalung von 1903 | weitere Bilder Fotos hochladen |
| Burg                                                 | Propstei 4 Lage                    | 1587    | ehemalige Propstei der Abtei St. Martin in Trier; um einen Hof gruppiertes und von Gräben und Mauern eingefasstes Ensemble einschließlich Kirche (ehemaliger Zehntscheune); dreigeschossiges spätmittelalterliches Burghaus mit Treppenturm, bezeichnet 1587 und 1717; zweigeschossiger Wohnflügel, 18. Jahrhundert; zweigeschossiger Anbau, sogenanntes Gerichtshaus, 1760er Jahre; Wirtschaftsgebäude; teilweise alte Umfassungsmauer mit Torbögen, bezeichnet 1766 und 1768 | weitere Bilder Fotos hochladen |